# Stora famnen
Stora famnen är en svensk dramafilm från 1940 i regi av Gustaf Edgren, efter Gösta Gustaf-Jansons  roman med samma namn.

## Handling
Grosshandlare Koger har hand om ett stort arv som alla inom släkten Koger vill åt. Det är inte alltid pengar gör folk lyckliga.

## Rollista
- Sigurd Wallén - grosshandlare K.A. Koger
- Olof Molander - Henning Koger, grosshandlarens brorson
- Erik "Bullen" Berglund - direktör Magnus Koger, grosshandlarens andre brorson
- Hjördis Petterson - Fanny Koger, Magnus fruga
- Britt-Lis Edgren - Ulla Koger, dotter till Magnus och Fanny
- Gerda Lundequist - Karolina Koger, grosshandlarens mor
- Håkan Westergren - Jack Blom
- Allan Bohlin - Bertil Hansson, grosshandlarens systerson
- Signe Hasso - Eva Richert, assistent på Sociala hjälpbyrån
- Marianne Löfgren - Märta Blom, Jacks syster
- Siri Olson - Aina Blom, Jacks syster
- Kotti Chave - Acke Blom, Jacks bror
- John Norrman  Blom, far till Jack, Märta, Aina och Acke
- Eric Abrahamsson - Lundin, kamrer hos grosshandlaren
- Åke Ohberg - Ivar Bergström
- Bror Bügler - Sven Lindgren
- Viran Rydkvist  Amalia, grosshandlarens hushållerska

Mindre roller, ej krediterade, urval
- Lill-Tollie Zellman - Bertils fästmö
- Nils Jacobsson - assistent vid Sociala hjälpbyrån
- Gunnar Sjöberg - advokat
- "Kulörten" Andersson - vaktmästare på fjällhotell
- Mona Geijer-Falkner - portvaktsfrun
- Gaby Stenberg - expedit i modeaffär
- Douglas Håge - portier
- Helge Mauritz - konstapel

## Om filmen
Filmen hade premiär på biograf Röda Kvarn i Stockholm den 13 augusti 1940 och har sedan dess visats ett flertal gånger på SVT.